# 曾文昌
曾文昌，中华人民共和国政治人物。
担任工业劳模。云南个旧锡矿工人、值班主任。1954年，当选第一届全国人民代表大会代表。